# Baudouin de Cracovie
Pour les articles homonymes, voir Baudouin.
Baudouin de Cracovie était évêque de Cracovie entre 1102-1109.
D'origine française, (armoiries, Aichinger) il figure dans les chroniques de Gallus Anonymus et de Jan Długosz. Selon une tradition il devait être chanoine de Stopnica. 
En 1102, le duc de Pologne, Boleslas III Bouche-Torse, propose sa candidature pour le diocèse de Cracovie au pape et Baudouin se rend à Rome, où il reçoit la consécration de la main de Pascal II.
En 1103, il participe au Synode des évêques polonais, où le nonce apostolique, Galon, crée deux autres évêques .
Pendant la guerre civile de 1106, il soutient les prétentions du duc Zbigniew mais Boleslas gagne bataille sur bataille et s'empare de Marcin Ier, archevêque de Gniezno, allié de Zbigniew. Ce n'est que grâce à la médiation de l'évêque Baudouin que Zbigniew a la vie sauve, reconnaissant officiellement Boleslas comme son suzerain, duc de toute la Pologne. Il lui abandonne également tous ses territoires à l’exception de la Mazovie, qu'il conserve à titre de fief. Toutefois, Zbigniew trahira son engagement en tant que vassal et Boleslas finira par lui faire crever les yeux, ce qui provoquera sa mort. 
L'évêque Baudouin meurt le 9 septembre 1109.